# Jan Rutkowski (pułkownik)
Jan Rutkowski, ps. „Szymon”, „Simon” (ur. 24 lutego 1900 w Chlewiskach, zm. 15 lutego 1984 we Wrocławiu) – dąbrowszczak, pułkownik Wojska Polskiego, szef Głównego Zarządu Informacji WP.

## Życiorys
Buł synem robotnika folwarcznego w majątku Platerów. W wieku 19 lat wyemigrował do Francji, gdzie pracował jako górnik. W 1922 wstąpił do Francuskiej Partii Komunistycznej. Za działalność w niej był trzykrotnie więziony. W 1936 udał się do Hiszpanii i walczył w Brygadach Międzynarodowych. Pełnił m.in. funkcje komisarza politycznego kompanii i batalionu oraz szefa kontrwywiadu XIII Brygady. W czasie walk był czterokrotnie ranny. Po zakończeniu walk został internowany we Francji i osadzony w obozach: Gurs i Vernet. Przebywał w nich do kwietnia 1941. Następnie działał we francuskim ruchu oporu. Aresztowany przez Gestapo w grudniu 1942. W kwietniu 1943 został osadzony w obozie koncentracyjnym Mauthausen-Gusen. Potem więziony w Leib-Pass (na pograniczu Chorwacji i Austrii), Auschwitz-Birkenau i ostatecznie w Buchenwaldzie, z którego uwolnili go Amerykanie na początku kwietnia 1945.
Po wyzwoleniu został dyrektorem w Państwowym Urzędzie Repatriacyjnym. W okresie od grudnia 1945 do maja 1947 był szefem Głównego Zarządu Informacji Wojska Polskiego. Następnie objął stanowisko sekretarza Komitetu Wojewódzkiego PPR we Wrocławiu. Później pracował w aparacie partyjnym PZPR. W 1957 odszedł na emeryturę.
Napisał wspomnienia zatytułowane „Czas walki, klęsk i zwycięstwa. Wspomnienia dąbrowszczaka”, które w 1980 wydane zostały przez Ossolineum.
Zmarł 15 lutego 1984 we Wrocławiu, pochowany 20 lutego 1984 na cmentarzu Osobowickim (pole 79-Aleja Zasłużonych-2).

## Ordery i odznaczenia
- Order Sztandaru Pracy I klasy
- Order Sztandaru Pracy II klasy
- Order Krzyża Grunwaldu III klasy (27 października 1945)[2]
- Krzyż Oficerski Orderu Odrodzenia Polski
- Krzyż Złoty Orderu Virtuti Militari
- Krzyż Wojenny z gwiazdą (Francja)
- Order Partyzanckiej Gwiazdy (Jugosławia)